# Vřesoviště (zahradnictví)

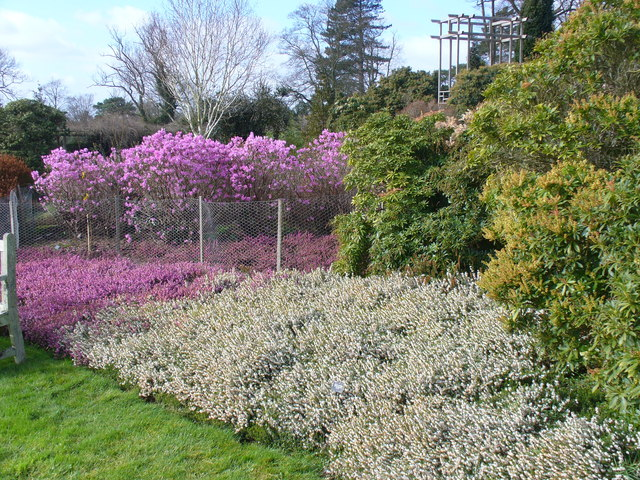
Malá zahradní úprava připomínající vřesoviště, Heath Garden, Nymans

Vřesoviště je zvláštní typ výsadby, jehož hlavní a charakteristickou částí jsou výsadby vřesovcovitých rostlin, rostlin typických pro vřesoviště, nebo rostlin, které se jim vzhledem podobají. Vřesovcovité mají specifické nároky na prostředí. Většinou potřebují k zdárnému vývinu kyselou, humózní lehkou půdu, zálivku mírně kyselou vodou. Ve světelných podmínkách se používané druhy běžně liší, některé druhy vyžadují polostín, jiné výsluní. Kompozice vřesoviště může být napodobeninou skutečných vřesovišť,ale častěji bývá obdobou skalky, směsí pestrých šlechtěných rostlin a rarit.
Vřesoviště může být navázáno na skalku jako její pokračováni. Vzhledem k výběru rostlin může být na slunci, nebo může přecházet i do řidšího polostínu. Vřesoviště rovněž může být vystavěno na rovině stejně dobře jako na mírném svahu. Zvlněný povrch půdy je vhodný a je žádoucí jej i uměle vytvořit. Zvlněný terén lze doplnit vhodnými kameny s žádoucím minerálním složením (žula, čedič apod.)
V případě nevyhovující půdy trpí rostliny kalciózou. Proto je třeba odstranit půdu do hloubky asi 40 cm a navézt vhodný materiál, případně odizolovat vytvořené prostředí neprodyšným materiálem proti pronikání vápníku a zásadité půdy. Zbytky po stavební činnosti „uklizené“ zedníky v půdě jsou podobně nežádoucí. Jako mulč může být použita štěpka, nebo drcená kůra, ale ne poblíž pěnišníků, které jsou na houbové choroby velmi choulostivé. Dobře založené vřesoviště je málo náročné na údržbu. Vřesoviště hnojíme velice málo, obvykle pomalu rozpustnými hnojivy (např. rohovina), hnojivy bez obsahu vápníku.

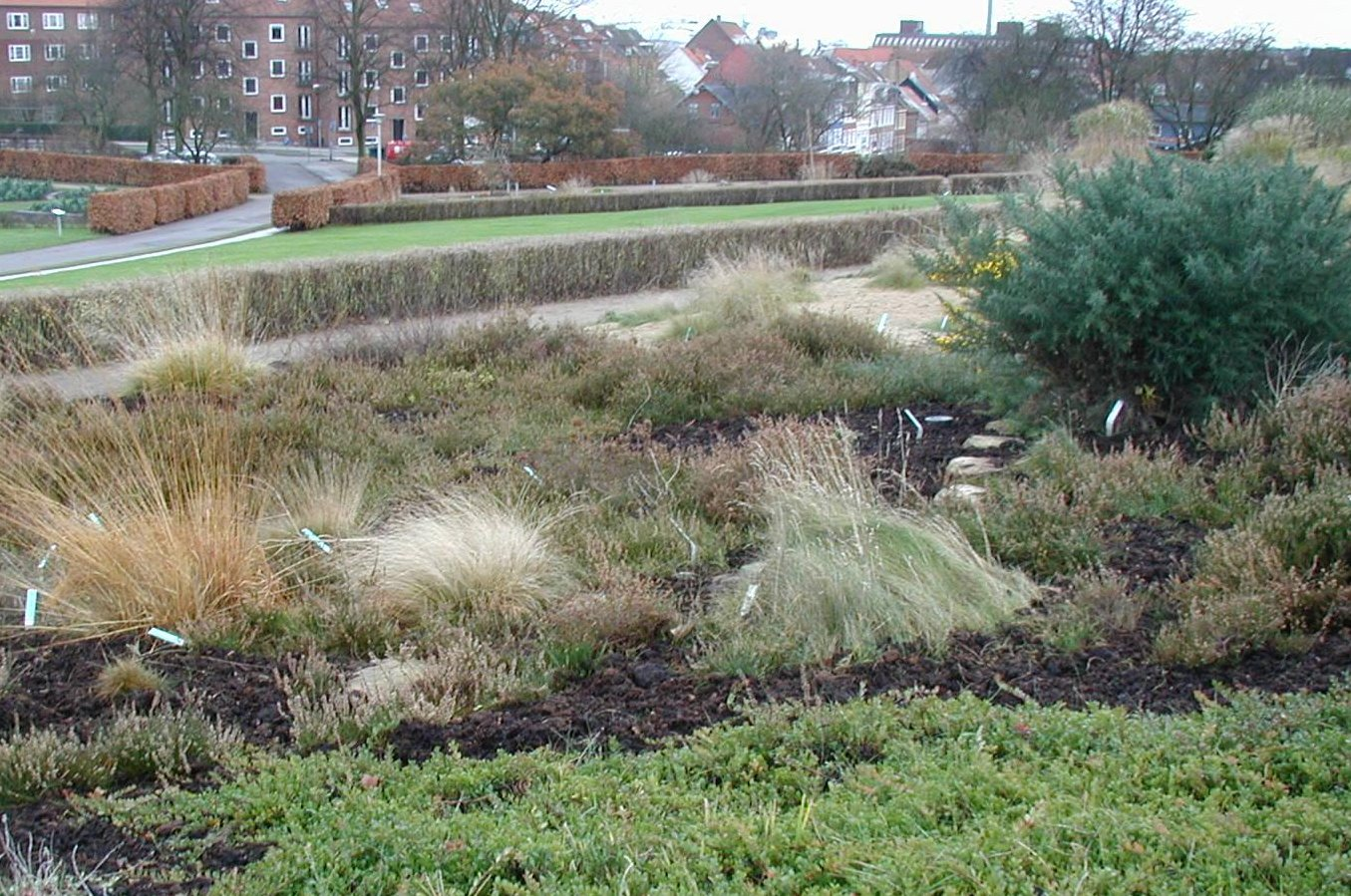
Úprava v botanické zahradě připomínající vřesoviště

Rostliny, kterými bývá vřesoviště osázeno, jsou hlavně vřesy (Calluna), jež kvetou na podzim, ale také vřesovce (Erica). Hlavní doba kvetení, druhů vřesovců používaných  v českých podmínkách je zima a časné jaro. Druhy a odrůdy vřesů a vřesovců se liší vzrůstem barvou a typem květů. Kromě vřesů jsou obvykle na úpravu nazývanou vřesoviště vysazovány rostliny, které jsou pro vřesoviště typické, nebo které se sem svým charakterem hodí. Z dřevin jsou pro výsadbu nejvhodnější jehličnany a mezi vhodnými dřevinami vynikají sloupovité druhy a kultivary jalovce (Juniperus communis) ačkoliv jsou používány i druhy a kultivary keřové a poléhavé. Do pozadí a okolí vřesoviště jsou vhodné kleče, avšak spíše Pinus mugo ssp. mughus. Podle úvahy je možné použít například i skupiny nižších kultivarů smrků. Na rozlehlé plochy výsadeb jsou vhodné i borovice, pro vřesoviště je vhodná zejména borovice blatka, z opadavých listnáčů například břízy, které se na takových přírodních lokalitách rovněž přirozeně vyskytují. Z keřů jsou používány například nižší kultivary stálezelených listnáčů, z dalších keřů třeba brslen (Euonymus europaeus) který je ozdobný podzimním zbarvením, čilimník (Cytisus praecox) a nízké vrby které působí jako dekorace na jaře, dřišťál (např. Berberis thunbergii) který bývá dekorativní v zimě a na podzim a jehož barevné kultivary mohou být využity celý rok. Bývá doporučován i rakytník (Hippophae rhamnoides), ale zřejmě jde spíše o doporučení do větších celků. U některých dřevin, jako jsou pěnišníky, je třeba akceptovat nároky na zastínění, zejména v jarním období. Z bylin jsou kromě travin doporučovány některé druhy hvozdíku (Dianthus), hluchavkovité, například mateřídouška (Thymus), ale například i kociánek (Antennaria). Přirozenou součástí stinných partií mohou být kapradiny Adiantum, Athyrium, Dryopteris, Osmunda, Polystichum a jiné, je však stejně jako u jiných výsadeb třeba vždy správně odhadnout velikost trsu a vzrůstnost rostliny.
Půvab umělých vřesovišť se projevuje hlavně brzy na jaře, když kvetou vřesovce (Erica carnea) a koncem května když rozkvetou žluté janovce. V jarním období kvetou pěnišníky a azalky, které rozkvétají podle odrůd. Další u nás běžně pěstované druhy vřesovců (Erica tetralix a E. vagans) kvetou od června do července a koncem léta. V období od jara do léta rozkvétají také mateřídoušky, kručinky (Genista) a čilimníky (Cytisus decumbens). Koncem léta kvetou fialově růžové vřesy. V zimě je většina dřevin na vřesovišti stálezelených. Mimo tato období má vřesoviště půvab svým zvláštním charakterem.

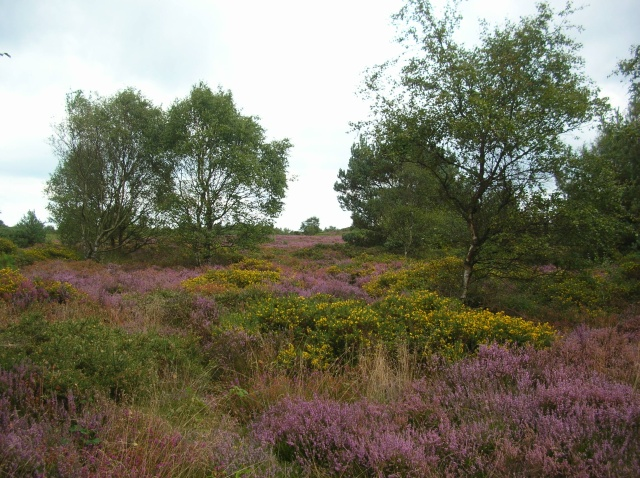
Přirozeně vzniklé vřesoviště, Kelling Heath, UK

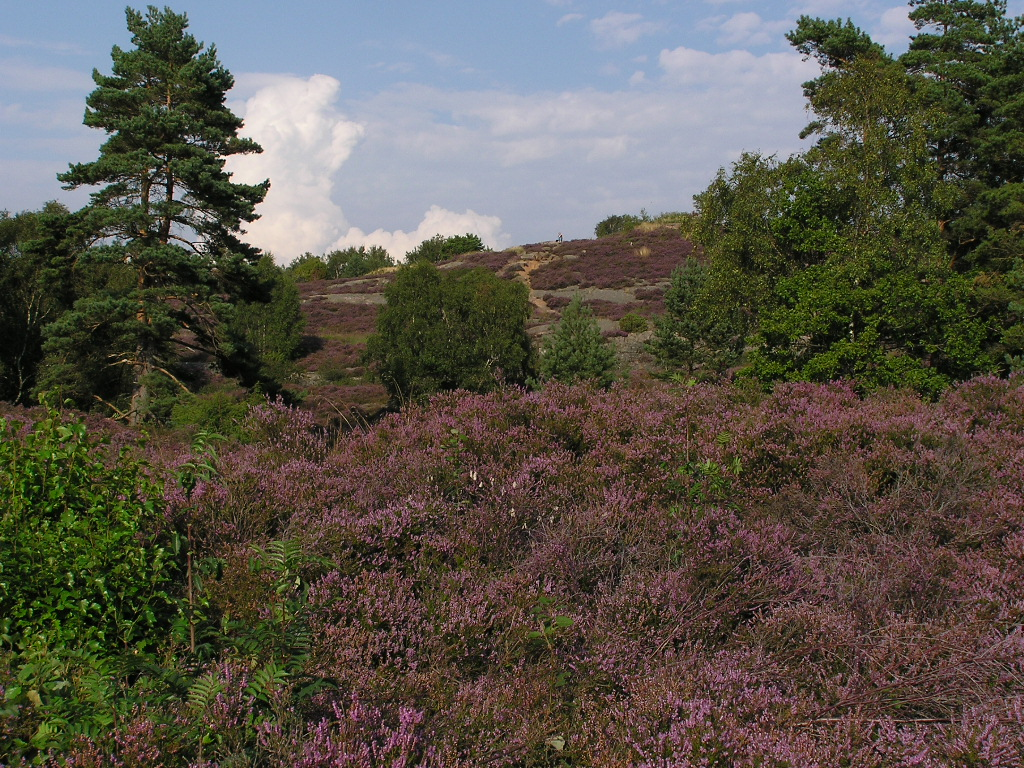
Přirozeně vzniklé malebné vřesoviště s jehličnany, Göteborg, Švédsko

Vhodné rostliny pro výsadbu vřesoviště:
- vřesovec – vhodný základ, zejména Erica carnea, v českých podmínkách kvete až dvakrát ročně a je velmi odolná. Různé další druhy vřesovce kvetou v různých obdobích
- vřes – je citlivější k případným problémům s aciditou, kvete na podzim
- jalovec – zejména druh Juniperus conmmunis a kultivary jsou vhodné pro větší plochy a je ideální je sázet je blízko okrajům v malých skupinkách. Jsou doporučovány užší kultivary. Jiné druhy jalovce jsou méně přirozené, nízké lze použít jako koberec
- janovec (Sarothamnus)
- hebe – má mnoho druhů lišících se listy
- pěnišník
- borovice – zejména borovice kleč
- rojovník
- bříza – ale jen na větší plochy, nebo lze použít nízké kultivary
- růžokeřník
- kalmie
- pieris
- brusnice
- šicha
- dabécie
- lýkoveček drobnokališný
- lýkovec
- Cavendishia
- kasiope
- bruckentálie
- medvědice (Arctostaphylos)
- ericalluna
- kyhanka
- skalník – sice sem nepatří, ale podobný vzhled vřesovištní rostliny mají. Doporučit lze pomalu rostoucí druhy, na rozlehlejší plochy nebo do okolí lze použít obligátní skalník Cotoneaster d. 'Skogholm'. Je dobře jej udržovat řezem
- zimolezy – zimolez kloboukatý a zimolez lesklý je také vhodné upravovat řezem
- smrky – nízké nebo nepravidelné nízké kultivary (to platí o většině jehličnanů)
- cypřišek nízké kultivary
- javor japonský
- kapradiny – lze použít spíše v stinnějších částech vřesoviště
- nízké traviny – kompozice může být doplněna nepříliš vysokými travinami (například je velmi vhodná Luzula), které však tvoří spíše pozadí, než aby byly vtroušeny